# Contexts and Dependency Injection
Pour les articles homonymes, voir CDI.
Contexts and Dependency Injection (CDI) est une spécification (JSR 299) de Java EE définissant une interface de programmation (ou API) pour l'injection de dépendances. Son implémentation de référence est Weld.